# Midslands
Het Midslands (Midslands: Meslânzers) is een Nederlands dialect.
Het dialect is verwant aan het Stadsfries, met invloeden van zowel het Hollands als het Fries. Het wordt nog door enkelen gesproken op Terschelling, in de omgeving van het dorp Midsland.